# ストロング (ロビー・ウィリアムズの曲)
「ストロング」(Strong)は、ロビー・ウィリアムズの楽曲。

## 概要
- 本曲は2枚目のスタジオ・アルバム『アイヴ・ビーン・エクスペクティング・ユー』からの3枚目のシングルとして発売された。
- ケルンのホテルで書き上げられた本曲はロビーの熱狂的なファンから着想を得た[2]。
- ミュージック・ビデオはコンサート・ツアーに密着した内容となっている。
- 2017年、アリアナ・グランデによって主催されたチャリティー・コンサート『ワン・ラブ・マンチェスター（英語版）』では「エンジェルス」とともに本曲が歌唱された[3]。

## 収録曲
CDシングル
1. Strong - 4:39
2. Let Me Entertain You (Live at the Brits 1999) - 4:44
3. Happy Song - 2:53
4. Let Me Entertain You (Live at the Brits 1999 - Enhanced video) - 5:40